# Liste des oiseaux de Chypre
Cette liste des espèces d'oiseaux enregistrées à Chypre répertorie l'avifaune de Chypre, qui comprend un total de 422 espèces. Parmi elles, 22 espèces sont mondialement menacées.
Le traitement taxonomique (désignation et séquence des ordres, familles et espèces) et la nomenclature (noms communs et scientifiques) de cette liste suivent les conventions de la The Clements Checklist of Birds of the World, édition 2022. Les comptes familiaux au début de chaque rubrique reflètent cette taxonomie, tout comme les décomptes des espèces trouvés dans chaque compte familial. Les espèces introduites et accidentelles sont incluses dans les décomptes totaux pour Chypre.
Les étiquettes suivantes ont été utilisées pour mettre en évidence plusieurs catégories. Les espèces indigènes couramment présentes ne tombent dans aucune de ces catégories.
- (A) Espèce erratique - une espèce qui se trouve rarement ou accidentellement à Chypre
- (E) Endémique - une espèce endémique à Chypre
- (Ex) Espèce extirpée - une espèce qui ne se trouve plus à Chypre mais qui se trouve ailleurs

## Canards, oies et foulques
Ordre : Anseriformes   Famille : Anatidae

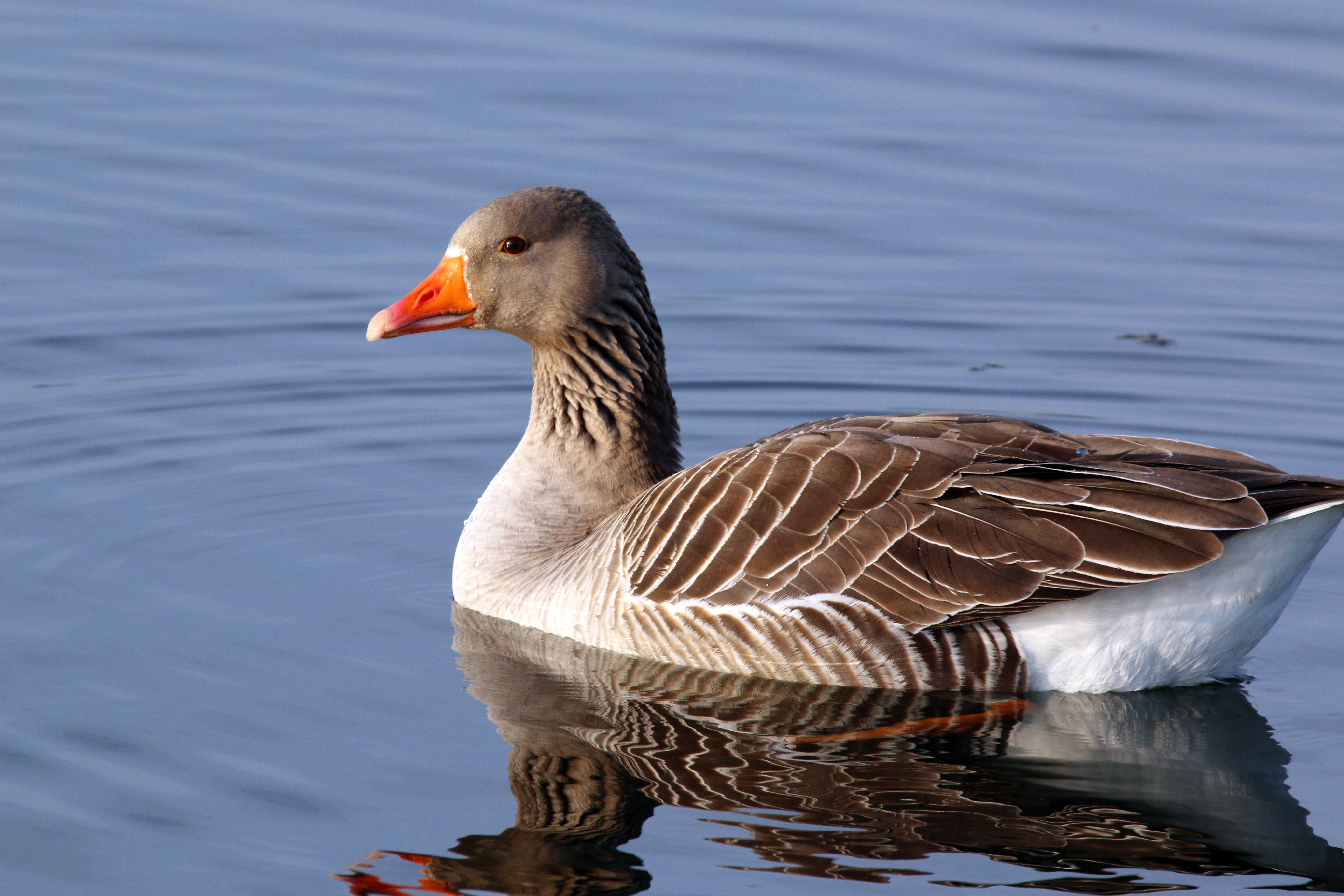
Oie cendrée

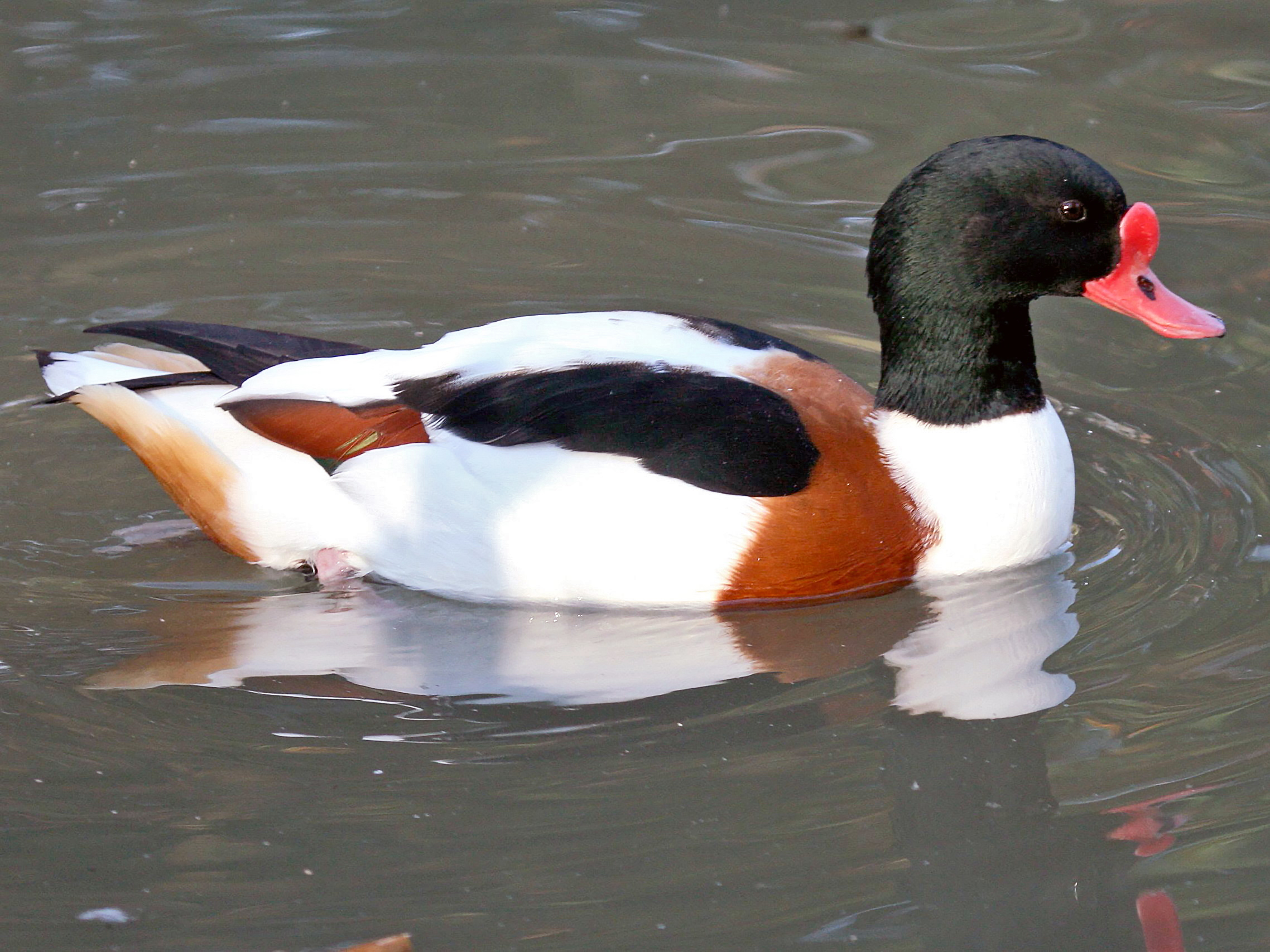
Tadorne de Belon

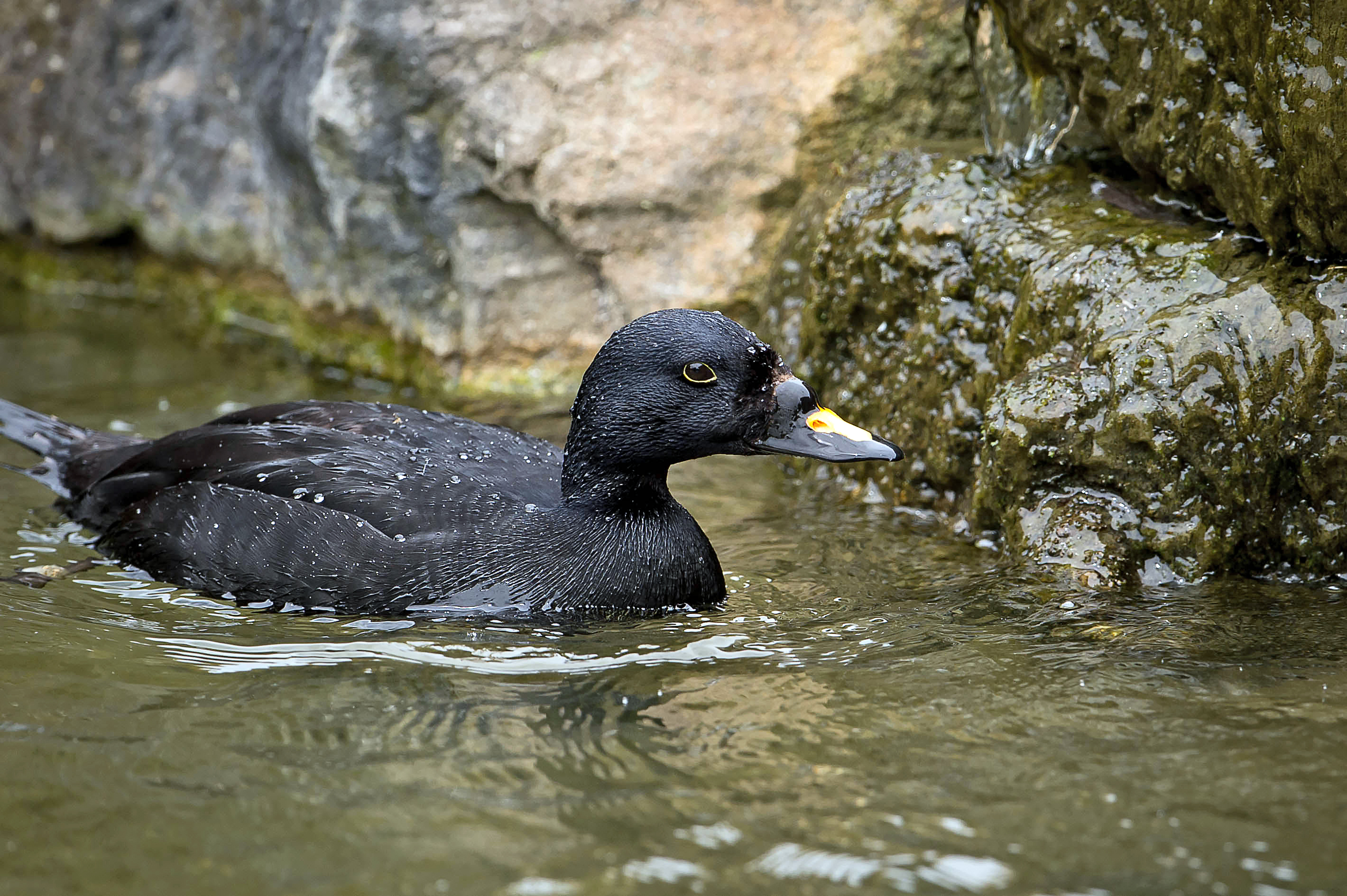
Macreuse noire

Les Anatidae incluent les canards et la plupart des oiseaux aquatiques semblables aux canards, tels que les oies et les cygnes. Ces oiseaux sont adaptés à une existence aquatique avec des pieds palmés, des becs qui sont aplatis à un degré plus ou moins grand, et des plumes qui sont excellentes pour repousser l'eau grâce à des huiles spéciales.
- Oie cendrée, Anser anser
- Oie rieuse, Anser albifrons
- Oie naine, Anser erythropus (A)
- Bernache cravant, Branta bernicla (A)
- Bernache à cou roux, Branta ruficollis (A)
- Cygne tuberculé, Cygnus olor (A)
- Cygne de Bewick, Cygnus columbianus (A)
- Cygne chanteur, Cygnus cygnus (A)
- Ouette d'Égypte, Alopochen aegyptiacus (A)
- Tadorne casarca, Tadorna ferruginea
- Tadorne de Belon, Tadorna tadorna
- Sarcelle d'été, Spatula querquedula
- Canard souchet, Spatula clypeata
- Canard chipeau, Mareca strepera
- Canard siffleur, Mareca penelope
- Canard colvert, Anas platyrhynchos
- Canard pilet, Anas acuta
- Sarcelle d'hiver, Anas crecca
- Sarcelle marbrée, Marmaronetta angustirostris (Ex)
- Nette rousse, Netta rufina
- Fuligule milouin, Aythya ferina
- Fuligule nyroca, Aythya nyroca
- Fuligule morillon, Aythya fuligula
- Fuligule milouinan, Aythya marila (A)
- Macreuse noire, Melanitta nigra (A)
- Garrot à œil d'or, Bucephala clangula (A)
- Harle piette, Mergellus albellus (A)
- Grand Harle, Mergus merganser (A)
- Harle huppé, Mergus serrator (A)
- Érismature rousse, Oxyura jamaicensis (A)
- Érismature à tête blanche, Oxyura leucocephala (A)

## Faisans, tétras et alliés

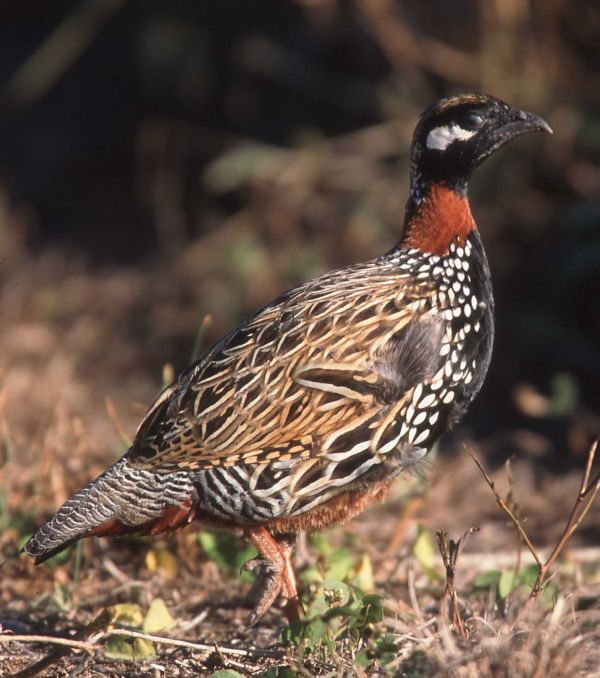
Francolin noir

Ordre : Galliformes   Famille : Phasianidae
Les Phasianidae comprennent les faisans et leurs alliés. Ce sont des espèces terrestres, de taille variable mais généralement rondes avec des ailes larges et relativement courtes. De nombreuses espèces sont des gibiers ou ont été domestiquées comme source de nourriture pour les humains.
- Caille des blés, Coturnix coturnix
- Perdrix choukar, Alectoris chukar
- Francolin noir, Francolinus francolinus
- Faisan de Colchide, Phasianus colchicus

## Flamants
Ordre : Phoenicopteriformes   Famille : Phoenicopteridae
Les flamants (genre Phoenicopterus monotypique dans la famille Phoenicopteridae) sont des oiseaux aquatiques grégaires, généralement 110–150 cm de haut, présents dans les hémisphères occidental et oriental. Les flamants se nourrissent de coquillages et d'algues par filtration. Leurs becs en forme de demi-lune sont spécialement adaptés pour séparer la boue et le limon de la nourriture qu'ils consomment et, de manière unique, sont utilisés à l'envers.
- Flamant rose, Phoenicopterus roseus
- Flamant nain, Phoeniconaias minor (A)

## Grèbes

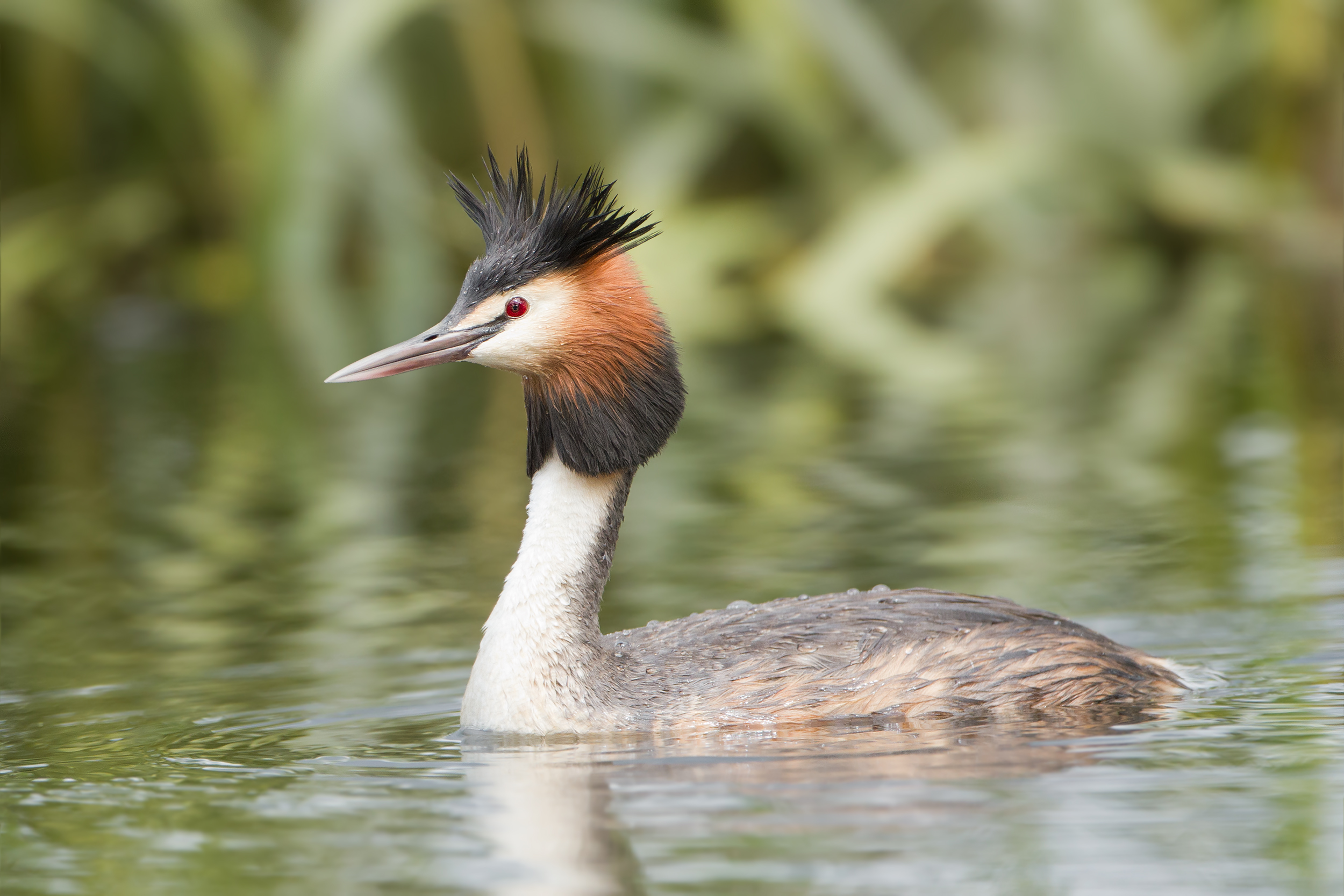
Grèbe huppé

Ordre : Podicipediformes   Famille : Podicipedidae
Les grèbes sont de petits à moyens oiseaux plongeurs d'eau douce. Ils ont des doigts lobés et sont d'excellents nageurs et plongeurs. Cependant, leurs pattes sont placées très en arrière sur le corps, ce qui les rend assez maladroits sur terre.
- Grèbe castagneux, Tachybaptus ruficollis
- Grèbe esclavon, Podiceps auritus (A)
- Grèbe jougris, Podiceps grisegena (A)
- Grèbe huppé, Podiceps cristatus
- Grèbe à cou noir, Podiceps nigricollis

## Pigeons et tourterelles
Ordre : Columbiformes   Famille : Columbidae
Les pigeons et les tourterelles sont des oiseaux trapus avec des cous courts et des becs courts et fins avec une cire charnue.
- Pigeon biset, Columba livia
- Pigeon colombin, Columba oenas (A)
- Pigeon ramier, Columba palumbus
- Tourterelle des bois, Streptopelia turtur
- Tourterelle orientale, Streptopelia orientalis (A)
- Tourterelle turque, Streptopelia decaocto RB
- Tourterelle maillée, Spilopelia senegalensis
- Tourterelle masquée, Oena capensis (A)

## Ganga
Ordre : Pterocliformes   Famille : Pteroclidae
Les gangas ont de petites têtes et cous semblables à ceux des pigeons et des corps compacts et robustes. Les adultes sont sexuellement dimorphes avec les mâles étant légèrement plus grands et plus colorés que les femelles. Ils ont onze fortes plumes primaires et des ailes longues et pointues leur donnant un vol direct et rapide. Les muscles des ailes sont puissants et les oiseaux sont capables de décollages rapides et de vols soutenus. Il y a une couche dense de duvet qui aide à isoler l'oiseau des extrêmes de chaleur et de froid. Les plumes du ventre sont spécialement adaptées pour absorber et retenir l'eau, permettant aux adultes, en particulier les mâles, de transporter de l'eau aux poussins qui peuvent se trouver à plusieurs kilomètres des points d'eau.
- Ganga cata, Pterocles alchata (Ex)
- Ganga unibande, Pterocles orientalis (Ex)

## Outardes
Ordre : Otidiformes   Famille : Otididae
Les outardes sont de grands oiseaux terrestres principalement associés aux pays ouverts et aux steppes dans l'Ancien Monde. Ils sont omnivores et nichent au sol. Ils marchent régulièrement sur des pattes fortes et de gros doigts, picorant la nourriture en marchant. Ils ont de longues ailes larges avec des extrémités "doigtées" et des motifs frappants en vol. Beaucoup ont des parades nuptiales intéressantes.
- Grande outarde, Otis tarda (Ex)
- Outarde de Macqueen, Chlamydotis macqueenii (Ex)
- Outarde canepetière, Tetrax tetrax (Ex)

## Coucous
Ordre : Cuculiformes   Famille : Cuculidae
La famille Cuculidae comprend les coucous, les coureurs et les anis. Ces oiseaux sont de taille variable avec des corps minces, de longues queues et des pattes fortes.
- Coucou geai, Clamator glandarius
- Coucou didric, Chrysococcyx caprius (A)
- Coucou gris, Cuculus canorus

## Engoulevents et alliés
Ordre : Caprimulgiformes   Famille : Caprimulgidae
Les engoulevents sont des oiseaux nocturnes de taille moyenne qui nichent généralement au sol. Ils ont de longues ailes, des pattes courtes et des becs très courts. La plupart ont de petits pieds, peu utiles pour marcher, et de longues ailes pointues. Leur plumage doux est coloré de manière cryptique pour ressembler à de l'écorce ou des feuilles.
- Engoulevent d'Europe, Caprimulgus europaeus

## Martinets
Ordre : Caprimulgiformes   Famille : Apodidae
Les martinets sont de petits oiseaux qui passent la majeure partie de leur vie en vol. Ces oiseaux ont des pattes très courtes et ne se posent jamais volontairement au sol, se perchant plutôt uniquement sur des surfaces verticales. De nombreux martinets ont de longues ailes en forme de faucille ou de boomerang.
- Martinet alpin, Apus melba
- Martinet noir, Apus apus
- Martinet pâle, Apus pallidus
- Martinet à ventre blanc, Apus affinis

## Râles, marouettes et foulques
Ordre : Gruiformes   Famille : Rallidae

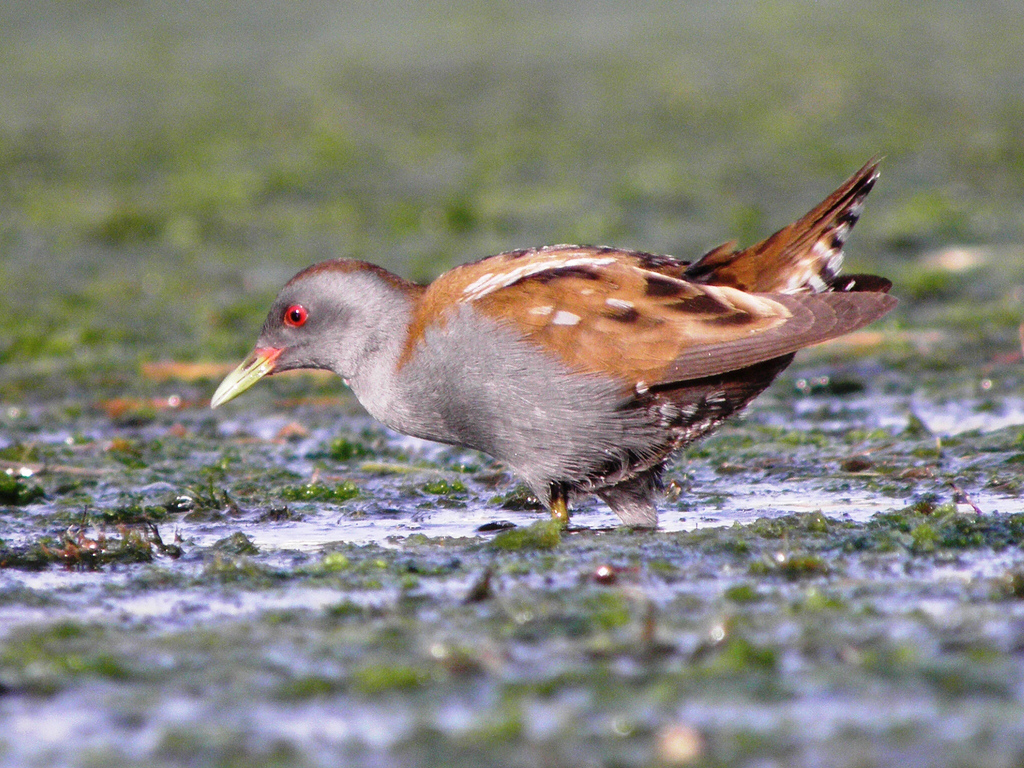
Marouette de Baillon

Les Rallidae sont une grande famille d'oiseaux de petite à moyenne taille qui inclut les râles, marouettes, foulques et gallinules. Les membres les plus typiques de cette famille occupent une végétation dense dans des environnements humides près des lacs, marais ou rivières. En général, ce sont des oiseaux timides et secrets, ce qui les rend difficiles à observer. La plupart des espèces ont des pattes fortes et de longs orteils bien adaptés aux surfaces molles et inégales. Ils ont tendance à avoir des ailes courtes et arrondies et à être de faibles volants.
- Râle d'eau, Rallus aquaticus
- Râle des genêts, Crex crex (A)
- Marouette ponctuée, Porzana porzana
- Gallinule poule-d'eau, Gallinula chloropus
- Foulque macroule, Fulica atra
- Talève d'Allen, Porphyrio alleni (A)
- Talève sultane, Porphyrio poliocephalus (A)
- Marouette de Baillon, Zapornia parva
- Marouette de Baillon, Zapornia pusilla (A)

## Grues
Ordre : Gruiformes   Famille : Gruidae
Les grues sont de grands oiseaux avec de longues pattes et un long cou. Contrairement aux hérons, semblables mais sans relation, les grues volent avec le cou tendu, non replié. La plupart ont des parades nuptiales élaborées et bruyantes ou "danses".
- Grue demoiselle, Anthropoides virgo
- Grue cendrée, Grus grus

## Œdicnèmes
Ordre : Charadriiformes   Famille : Burhinidae
Les œdicnèmes sont un groupe de limicoles principalement tropicaux de la famille des Burhinidae. On les trouve dans le monde entier dans la zone tropicale, avec certaines espèces également présentes dans les régions tempérées d'Europe et d'Australie. Ce sont des limicoles de taille moyenne à grande avec de forts becs noirs ou jaune-noir, de grands yeux jaunes et un plumage cryptique. Bien qu'étant classés comme limicoles, la plupart des espèces préfèrent les habitats arides ou semi-arides.
- Œdicnème criard, Burhinus oedicnemus

## Échasses et avocettes

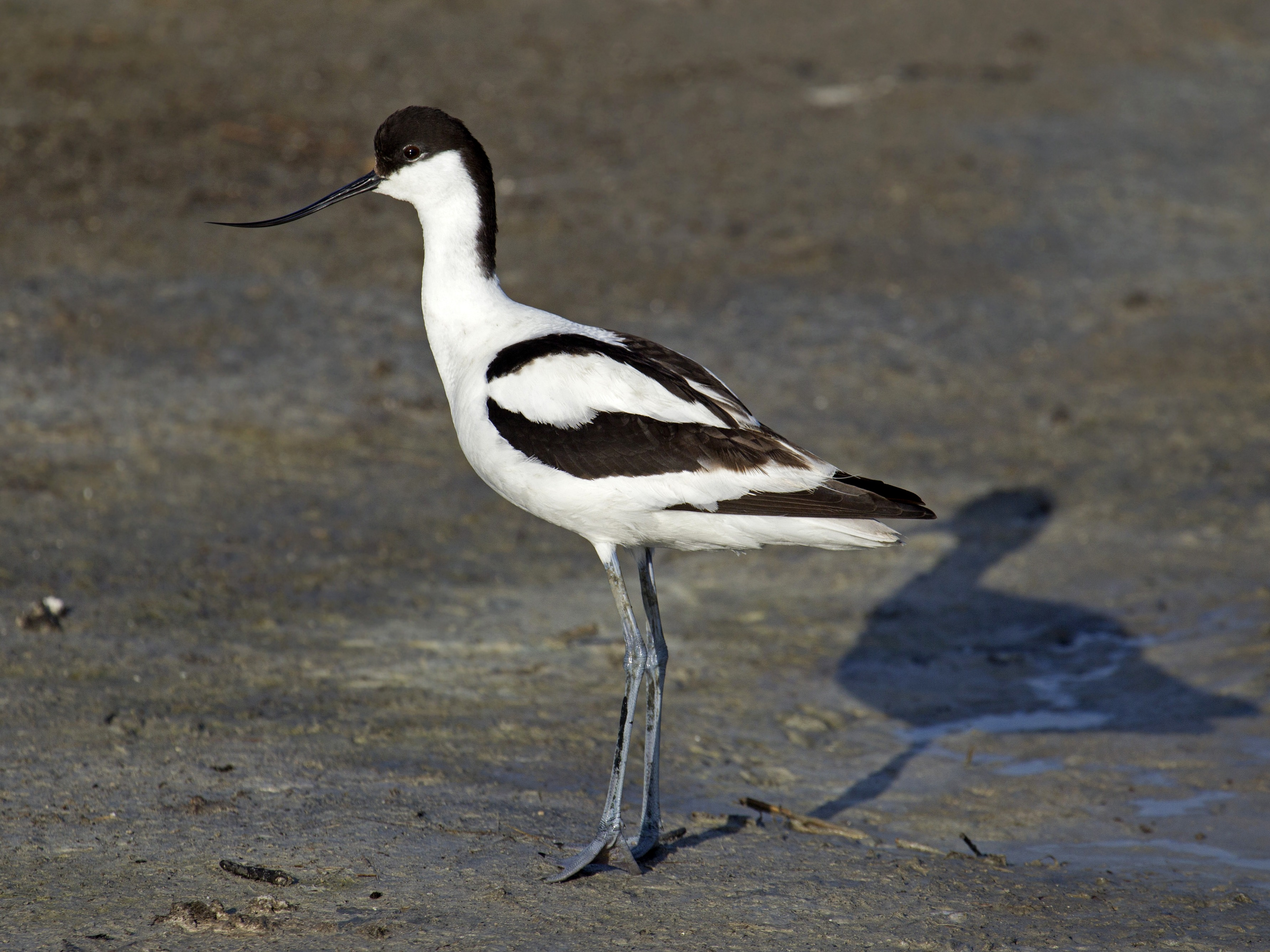
Avocette élégante

Ordre : Charadriiformes   Famille : Recurvirostridae
Les Recurvirostridae forment une famille de grands limicoles, qui inclut les avocettes et les échasses. Les avocettes ont de longues pattes et des becs longs et incurvés vers le haut. Les échasses ont des pattes extrêmement longues et des becs longs, fins et droits.
- Échasse blanche, Himantopus himantopus
- Avocette élégante, Recurvirostra avosetta

## Huîtriers
Ordre : Charadriiformes   Famille : Haematopodidae
Les huîtriers sont de grands oiseaux bruyants et voyants ressemblant à des pluviers, avec de forts becs utilisés pour casser ou ouvrir les mollusques.
- Huîtrier pie, Haematopus ostralegus

## Pluviers et vanneaux
Ordre : Charadriiformes   Famille : Charadriidae

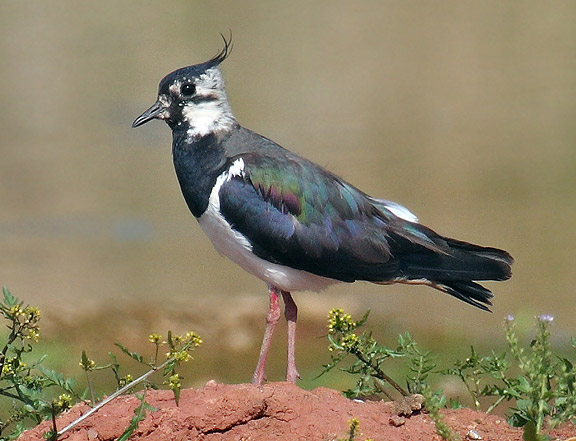
Vanneau huppé

La famille Charadriidae comprend les pluviers, vanneaux et autres petits échassiers. Ce sont de petits à moyens oiseaux avec des corps compacts, des cous courts et épais et de longues ailes souvent pointues. Ils se trouvent dans des habitats ouverts dans le monde entier, principalement dans des habitats proches de l'eau.
- Pluvier argenté, Pluvialis squatarola
- Pluvier doré, Pluvialis apricaria
- Pluvier fauve, Pluvialis fulva (A)
- Vanneau huppé, Vanellus vanellus
- Vanneau à éperons, Vanellus spinosus
- Vanneau sociable, Vanellus gregarius (A)
- Vanneau à queue blanche, Vanellus leucurus (A)
- Grand gravelot, Charadrius leschenaultii
- Pluvier de Kittlitz, Charadrius pecuarius (A)
- Gravelot à collier interrompu, Charadrius alexandrinus
- Petit gravelot, Charadrius dubius
- Pluvier guignard, Charadrius morinellus

## Bécassines et alliés
Ordre : Charadriiformes   Famille : Scolopacidae
Les Scolopacidae forment une grande famille diversifiée de petits à moyens limicoles comprenant les bécassines, courlis, barges, chevaliers, tournepierres, phalaropes, et autres. La plupart de ces espèces se nourrissent de petits invertébrés qu'elles picorent dans la boue ou le sol. Les différentes longueurs de pattes et de becs permettent à plusieurs espèces de se nourrir dans le même habitat, en particulier sur la côte, sans concurrence directe pour la nourriture.
- Courlis corlieu, Numenius phaeopus
- Courlis à bec grêle, Numenius tenuirostris (A)
- Courlis cendré, Numenius arquata
- Barge rousse, Limosa lapponica (A)
- Barge à queue noire, Limosa limosa
- Tournepierre à collier, Arenaria interpres
- Bécasseau maubèche, Calidris canutus (A)
- Combattant varié, Calidris pugnax
- Bécasseau falcinelle, Calidris falcinellus (A)
- Bécasseau cocorli, Calidris ferruginea
- Bécasseau de Temminck, Calidris temminckii
- Bécasseau sanderling, Calidris alba
- Bécasseau variable, Calidris alpina
- Bécasseau de Baird, Calidris bairdii (A)
- Bécasseau minute, Calidris minuta
- Bécasseau à poitrine cendrée, Calidris melanotos (A)
- Bécassine sourde, Lymnocryptes minimus
- Bécasse des bois, Scolopax rusticola
- Bécassine double, Gallinago media (A)
- Bécassine des marais, Gallinago gallinago
- Chevalier bargette, Xenus cinereus (A)
- Phalarope à bec étroit, Phalaropus lobatus (A)
- Phalarope à bec large, Phalaropus fulicarius (A)
- Chevalier guignette, Actitis hypoleucos
- Chevalier cul-blanc, Tringa ochropus
- Chevalier arlequin, Tringa erythropus
- Chevalier aboyeur, Tringa nebularia
- Chevalier stagnatile, Tringa stagnatilis
- Chevalier sylvain, Tringa glareola
- Chevalier gambette, Tringa totanus

## Glaréoles et courvites
Ordre : Charadriiformes   Famille : Glareolidae
Les glaréoles ont de courtes pattes, des ailes très longues et pointues et de longues queues fourchues. Leur caractéristique la plus inhabituelle pour des oiseaux classés comme échassiers est qu'elles chassent généralement leurs proies insectes en vol comme les hirondelles, bien qu'elles puissent également se nourrir au sol. Leurs becs courts sont une adaptation à la chasse aérienne.
- Courvite isabelle, Cursorius cursor
- Glaréole à collier, Glareola pratincola
- Glaréole orientale, Glareola maldivarum (A)
- Glaréole à ailes noires, Glareola nordmanni (A)

## Labbes
Ordre : Charadriiformes   Famille : Stercorariidae
Les labbes sont en général des oiseaux de taille moyenne à grande, généralement avec un plumage gris ou brun, souvent avec des marques blanches sur les ailes. Ils ont des becs assez longs avec des extrémités crochues, et des pieds palmés avec des griffes acérées. Ils ressemblent à de grandes mouettes sombres, mais ont une cire charnue au-dessus de la mandibule supérieure. Ce sont des volateurs puissants et acrobatiques.
- Labbe pomarin, Stercorarius pomarinus (A)
- Labbe arctique, Stercorarius parasiticus (A)

## Goélands, mouettes et sternes
Ordre : Charadriiformes   Famille : Laridae
Les Laridae sont une famille de moyens à grands oiseaux marins comprenant les goélands, mouettes, sternes, kittiwakes et becs-en-ciseaux. Les goélands sont généralement gris ou blancs, souvent avec des marques noires sur la tête ou les ailes. Ils ont des becs robustes et assez longs et des pieds palmés. Les sternes sont un groupe de moyens à grands oiseaux marins généralement avec un plumage gris ou blanc, souvent avec des marques noires sur la tête. La plupart des sternes chassent le poisson en plongeant, mais certaines prennent des insectes à la surface de l'eau douce. Les sternes sont généralement des oiseaux à longue vie, certaines espèces vivant plus de 30 ans.
- Mouette tridactyle, Rissa tridactyla (A)
- Goéland railleur, Chroicocephalus genei
- Mouette rieuse, Chroicocephalus ridibundus
- Mouette pygmée, Hydrocoloeus minutus
- Mouette de Franklin, Leucophaeus pipixcan (A)
- Goéland d'Audouin, Ichthyaetus audouinii
- Goéland cendré, Larus canus
- Goéland argenté, Larus argentatus (A)
- Goéland leucophée, Larus michahellis
- Goéland pontique, Larus cachinnans
- Goéland arménien, Larus armenicus
- Goéland brun, Larus fuscus
- Grand goéland, Larus marinus (A)
- Sterne naine, Sternula albifrons
- Sterne hansel, Gelochelidon nilotica
- Sterne caspienne, Hydroprogne caspia (A)
- Guifette noire, Chlidonias niger
- Guifette leucoptère, Chlidonias leucopterus
- Guifette moustac, Chlidonias hybrida
- Sterne pierregarin, Sterna hirundo
- Sterne arctique, Sterna paradisaea (A)
- Sterne caugek, Thalasseus sandvicensis

## Plongeons
Ordre : Gaviiformes   Famille : Gaviidae
Les plongeons sont des oiseaux aquatiques de la taille d'un grand canard, auxquels ils ne sont pas apparentés. Leur plumage est principalement gris ou noir, et ils ont des becs en forme de lance. Les plongeons nagent bien et volent correctement, mais, en raison de la position de leurs pattes vers l'arrière du corps, ils sont presque incapables de se déplacer sur terre.
- Plongeon catmarin, Gavia stellata (A)
- Plongeon arctique, Gavia arctica (A)

## Petits puffins
Ordre : Procellariiformes   Famille : Hydrobatidae
Les petits puffins sont les plus petits oiseaux marins, parents des pétrels, se nourrissant de crustacés planctoniques et de petits poissons qu'ils ramassent à la surface, généralement en planant. Leur vol est flottant et parfois semblable à celui des chauve-souris.
- Pétrel tempête, Hydrobates pelagicus (A)

## Puffins et pétrels

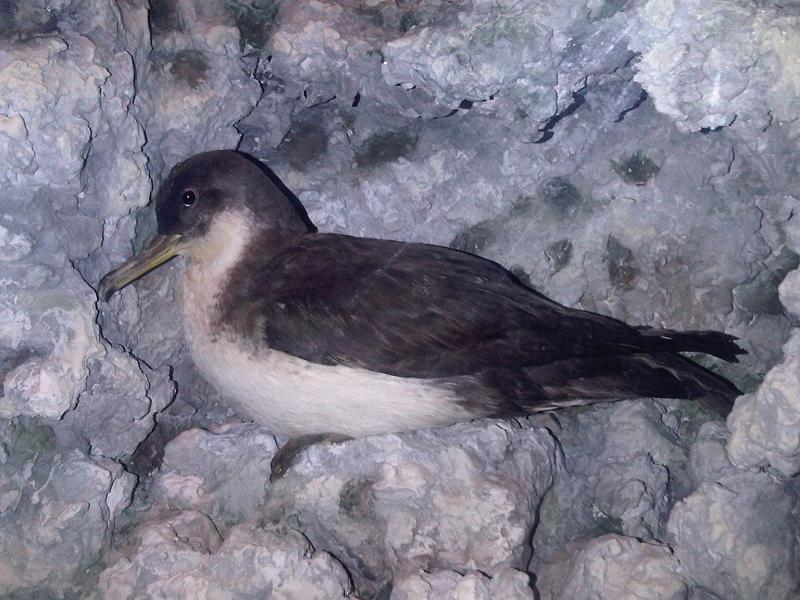
Puffin yelkouan

Ordre : Procellariiformes   Famille : Procellariidae
Les procellariidés sont le principal groupe de "véritables pétrels" de taille moyenne, caractérisés par des narines unies avec un septum moyen, et une longue première primaire fonctionnelle extérieure.
- Puffin cendré, Calonectris diomedea
- Puffin yelkouan, Puffinus yelkouan

## Cigognes

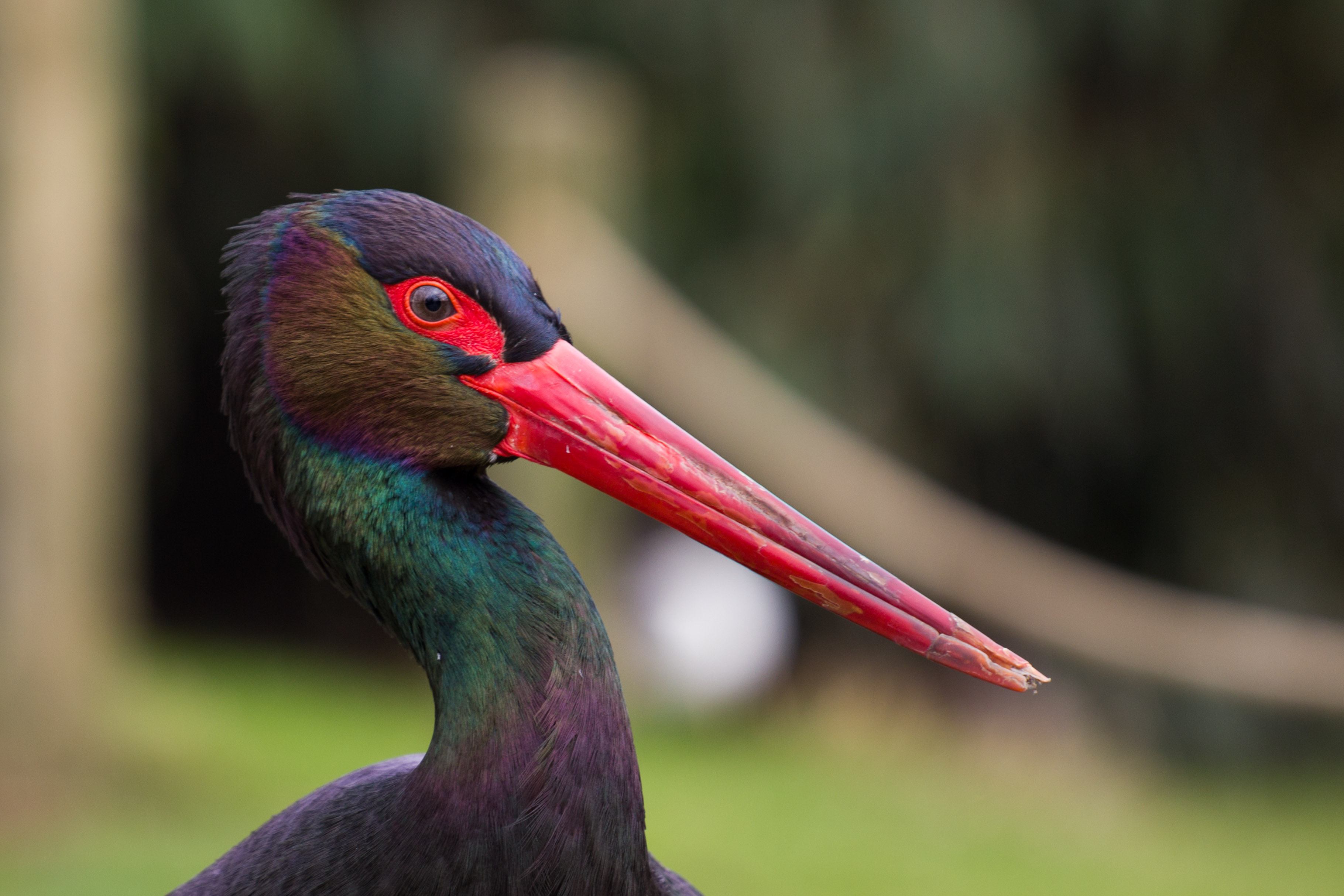
Cigogne noire

Ordre : Ciconiiformes   Famille : Ciconiidae
Les cigognes sont de grands oiseaux lourds, avec de longues pattes et un long cou, et de longs becs robustes. Ils manquent de poudre de nettoyage que d'autres oiseaux aquatiques comme les hérons, spatules et ibis utilisent pour nettoyer le mucus des poissons. Les cigognes n'ont pas de pharynx et sont muettes.
- Cigogne noire, Ciconia nigra
- Cigogne blanche, Ciconia ciconia

## Fous et fous de Bassan
Ordre : Suliformes   Famille : Sulidae
Les sulidés comprennent les fous de Bassan et les fous. Les deux groupes sont des oiseaux marins de taille moyenne à grande qui plongent pour pêcher.
- Fou de Bassan, Morus bassanus (A)

## Cormorans et cormorans huppés
Ordre : Suliformes   Famille : Phalacrocoracidae
Les cormorans sont des oiseaux aquatiques de taille moyenne à grande, généralement avec un plumage principalement sombre et des zones de peau colorée sur le visage. Le bec est long, mince et crochu. Leurs pieds sont palmés à quatre orteils, une caractéristique distinctive parmi l'ordre des Pélécaniformes.
- Cormoran pygmée, Microcarbo pygmeus (A)
- Grand cormoran, Phalacrocorax carbo
- Cormoran huppé, Gulosus aristotelis

## Pélicans

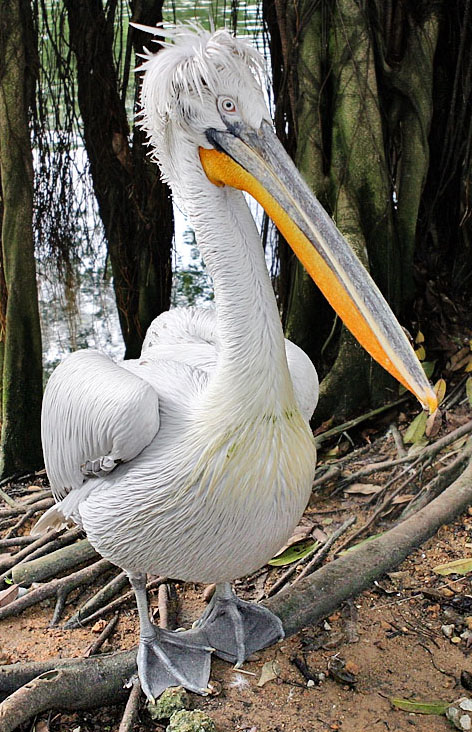
Pélican frisé

Ordre : Pelecaniformes   Famille : Pelecanidae
Les pélicans sont de très grands oiseaux aquatiques avec une poche distinctive sous leur bec. Comme les autres oiseaux de l'ordre des Pélécaniformes, ils ont quatre orteils palmés.
- Pélican blanc, Pelecanus onocrotalus
- Pélican frisé, Pelecanus crispus (A)

## Hérons, aigrettes et butors
Ordre : Pelecaniformes   Famille : Ardeidae

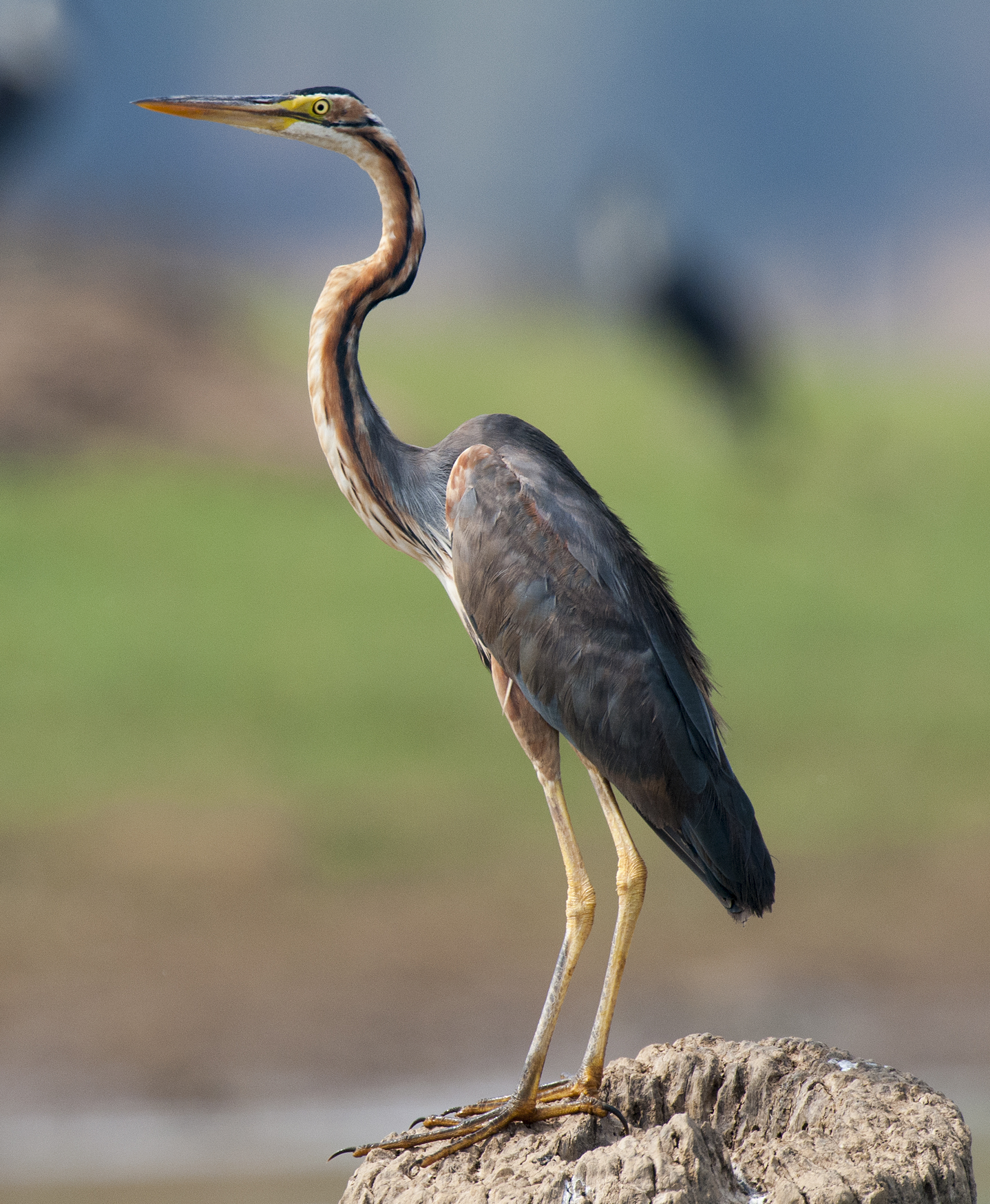
Héron pourpré

La famille des Ardeidae comprend les hérons, aigrettes et butors. Les hérons et les aigrettes sont des oiseaux échassiers de taille moyenne à grande avec de longs cous et de longues pattes. Les butors ont tendance à avoir des cous plus courts et sont plus secrets. Les membres des Ardeidae volent avec leurs cous rétractés, contrairement aux autres oiseaux à long cou tels que les cigognes, les ibis et les spatules.
- Butor étoilé, Botaurus stellaris
- Blongios nain, Ixobrychus minutus
- Héron cendré, Ardea cinerea
- Héron pourpré, Ardea purpurea
- Grande aigrette, Ardea alba
- Aigrette garzette, Egretta garzetta
- Aigrette à gorge blanche, Egretta gularis (A)
- Héron garde-bœufs, Bubulcus ibis
- Crabier chevelu, Ardeola ralloides
- Héron strié, Butorides striata (A)
- Bihoreau gris, Nycticorax nycticorax

## Ibis et spatules

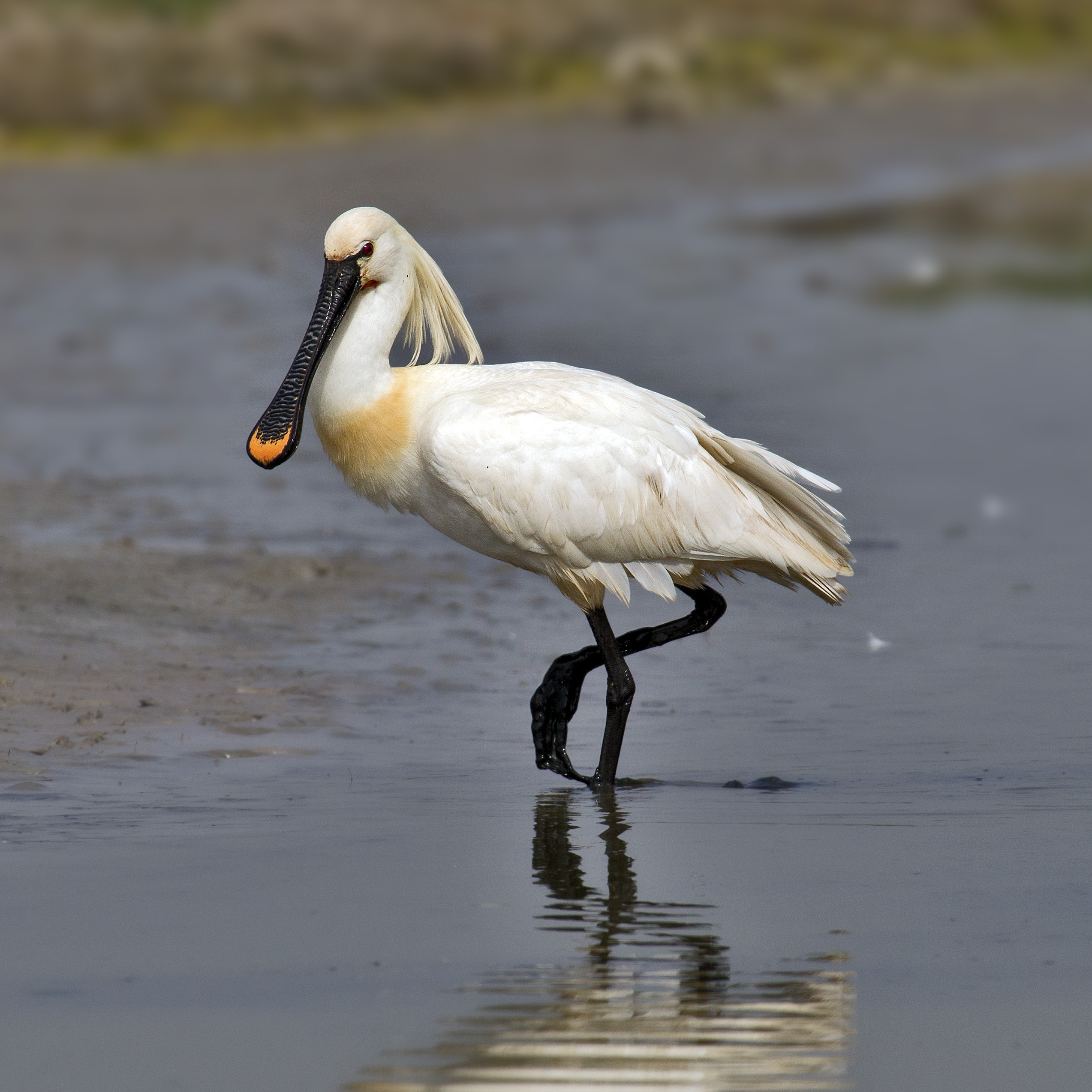
Spatule blanche

Ordre : Pelecaniformes   Famille : Threskiornithidae
Les membres de cette famille ont de longues ailes larges, sont de forts volants et, de manière assez surprenante, étant donné leur taille et leur poids, sont très capables de planer. Le corps tend à être allongé, le cou encore plus, avec des pattes plutôt longues. Le bec est également long, courbé vers le bas dans le cas des ibis, droit et distinctement aplati dans le cas des spatules.
- Ibis falcinelle, Plegadis falcinellus
- Spatule blanche, Platalea leucorodia

## Balbuzard
Ordre : Accipitriformes   Famille : Pandionidae
Pandionidae est une famille d'oiseaux de proie piscivores, possédant un bec crochu très puissant pour déchirer la chair de leurs proies, de fortes pattes, des serres puissantes et une vue perçante. La famille est monotypique.
- Balbuzard pêcheur, Pandion haliaetus

## Busards, aigles et milans

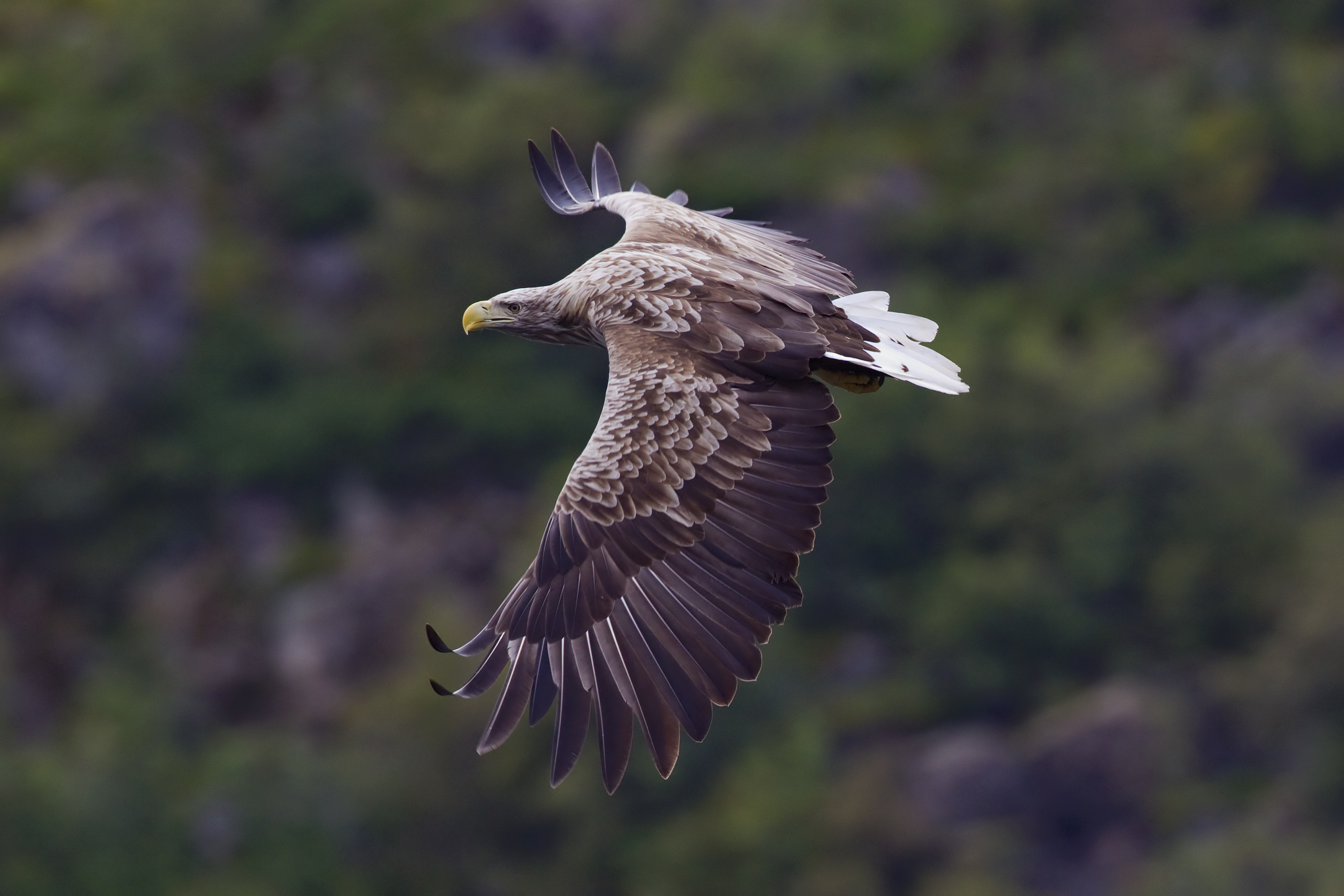
Pygargue à queue blanche

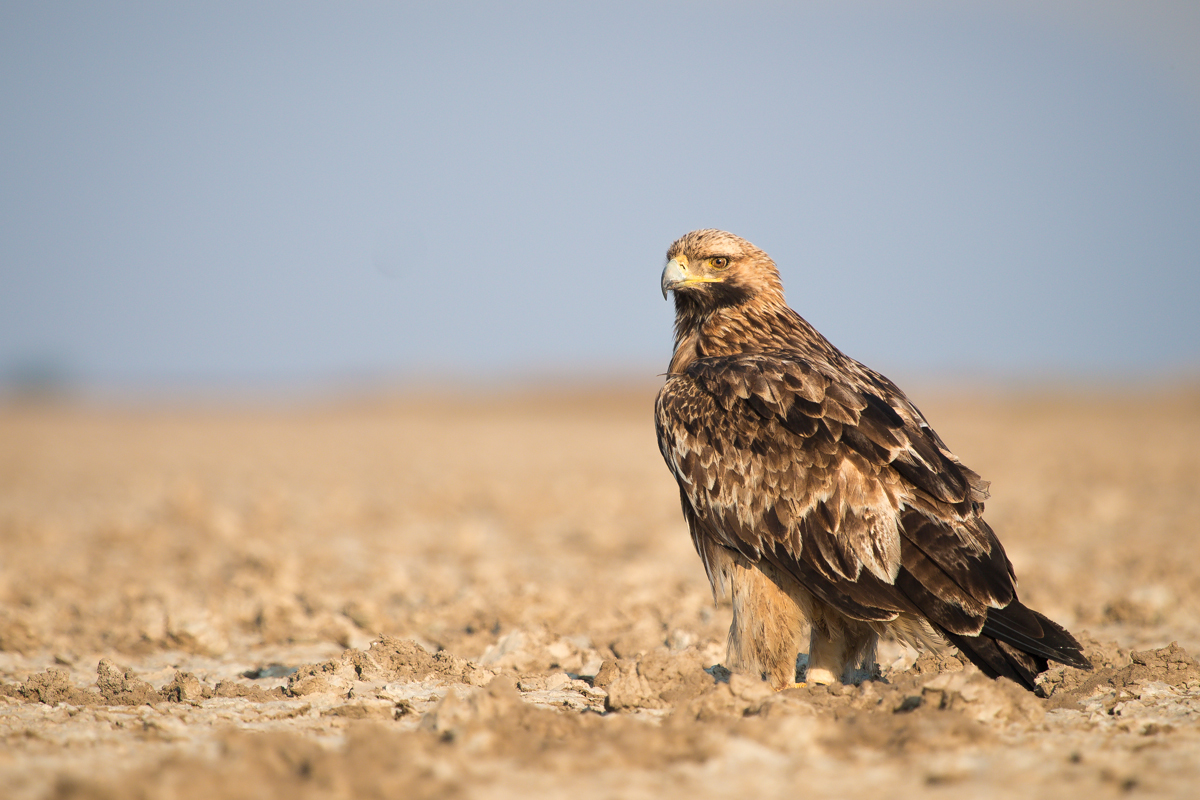
Aigle impérial

Ordre : Accipitriformes   Famille : Accipitridae
Les Accipitridae forment une famille d'oiseaux de proie, qui inclut les aigles, buses, milans, busards et vautours de l'Ancien Monde. Ces oiseaux ont des becs très puissants pour déchirer la chair de leurs proies, de fortes pattes, des serres puissantes et une vue perçante.
- Élanion blanc, Elanus caeruleus (A)
- Gypaète barbu, Gypaetus barbatus (A)
- Vautour percnoptère, Neophron percnopterus
- Bondrée apivore, Pernis apivorus
- Bondrée orientale, Pernis ptilorhynchus (A)
- Vautour moine, Aegypius monachus
- Vautour fauve, Gyps fulvus
- Bateleur des savanes, Terathopius ecaudatus (A)
- Circaète Jean-le-Blanc, Circaetus gallicus (A)
- Aigle pomarin, Clanga pomarina (A)
- Aigle criard, Clanga clanga (A)
- Aigle botté, Hieraaetus pennatus
- Aigle impérial oriental, Aquila heliaca (Ex)
- Aigle royal, Aquila chrysaetos (A)
- Aigle de Bonelli, Aquila fasciata
- Busard des roseaux, Circus aeruginosus
- Busard Saint-Martin, Circus cyaneus
- Busard pâle, Circus macrourus
- Busard cendré, Circus pygargus
- Autour des Balkans, Accipiter brevipes (A)
- Épervier d'Europe, Accipiter nisus
- Autour des palombes, Accipiter gentilis
- Milan royal, Milvus milvus (A)
- Milan noir, Milvus migrans
- Pygargue à queue blanche, Haliaeetus albicilla (A)
- Buse pattue, Buteo lagopus (A)
- Buse variable, Buteo buteo
- Buse féroce, Buteo rufinus

## Effraies des clochers
Ordre : Strigiformes   Famille : Tytonidae
Les effraies des clochers sont des chouettes de taille moyenne à grande avec de grandes têtes et des visages en forme de cœur caractéristiques. Elles ont de longues pattes fortes avec de puissantes serres.
- Effraie des clochers, Tyto alba

## Chouettes
Ordre : Strigiformes   Famille : Strigidae
Les chouettes typiques sont des oiseaux solitaires nocturnes de taille petite à grande. Elles ont de grands yeux et oreilles orientés vers l'avant, un bec en forme de faucon et un cercle de plumes autour de chaque œil appelé disque facial.
- Petit-duc scops, Otus scops
- Petit-duc de Chypre, Otus cyprius (E)
- Chevêche d'Athéna, Athene noctua
- Hibou moyen-duc, Asio otus
- Hibou des marais, Asio flammeus (A)

## Huppes
Ordre : Upupiformes   Famille : Upupidae
Cet oiseau noir, blanc et rose est tout à fait inconfondable, surtout dans son vol erratique, qui ressemble à celui d'un grand papillon. C'est le seul membre de sa famille. Le chant est un oop-oop-oop trisyllabique, ce qui lui donne son nom anglais et scientifique.
- Huppe fasciée, Upupa epops

## Martin-pêcheurs
Ordre : Coraciiformes   Famille : Alcedinidae
Les martins-pêcheurs sont des oiseaux de taille moyenne avec de grandes têtes, des becs longs et pointus, des pattes courtes et des queues trapues.
- Martin-pêcheur d'Europe, Alcedo atthis
- Martin-pêcheur de Smyrne, Halcyon smyrnensis (A)
- Martin-pêcheur pie, Ceryle rudis (A)

## Guêpiers
Ordre : Coraciiformes   Famille : Meropidae
Les guêpiers sont un groupe d'oiseaux proche des passereaux de la famille des Meropidae. La plupart des espèces se trouvent en Afrique mais d'autres se trouvent dans le sud de l'Europe, à Madagascar, en Australie et en Nouvelle-Guinée. Ils se caractérisent par un plumage richement coloré, des corps élancés et généralement des plumes centrales de la queue allongées. Tous sont colorés et ont de longs becs incurvés vers le bas et des ailes pointues, ce qui leur donne une apparence d'hirondelle lorsqu'ils sont vus de loin.
- Guêpier de Perse, Merops persicus
- Guêpier d'Europe, Merops apiaster

## Rolliers
Ordre : Coraciiformes   Famille : Coraciidae
Les rolliers ressemblent aux corneilles par leur taille et leur construction, mais sont plus étroitement liés aux martin-pêcheurs et aux guêpiers. Ils partagent l'apparence colorée de ces groupes, les bleus et bruns prédominant. Les deux doigts avant internes sont connectés, mais le doigt externe ne l'est pas.
- Rollier d'Europe, Coracias garrulus

## Picidés
Ordre : Piciformes   Famille : Picidae
Les pics sont des oiseaux de petite à moyenne taille avec des becs en forme de ciseaux, des pattes courtes, des queues raides et des langues longues utilisées pour capturer les insectes. Certaines espèces ont des pieds avec deux doigts pointant vers l'avant et deux vers l'arrière, tandis que plusieurs espèces n'ont que trois doigts. De nombreux pics ont l'habitude de taper bruyamment sur les troncs d'arbres avec leurs becs.
- Torcol fourmilier, Jynx torquilla

## Faucons et caracaras

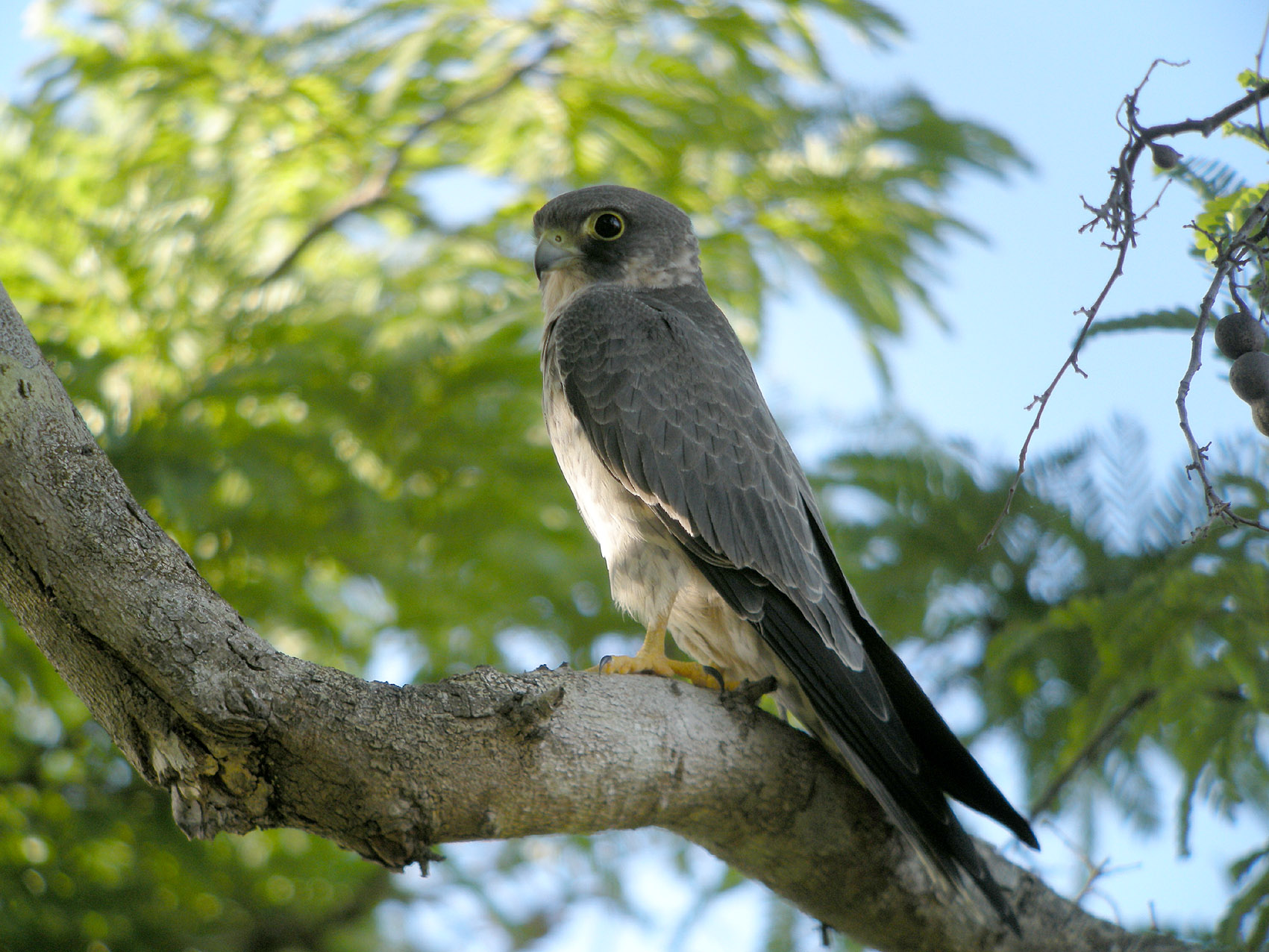
Faucon concolore

Ordre : Falconiformes   Famille : Falconidae
Les Falconidae forment une famille de rapaces diurnes, notamment les faucons et les caracaras. Ils se distinguent des buses, aigles et milans par le fait qu'ils tuent avec leur bec plutôt qu'avec leurs serres.
- Faucon crécerellette, Falco naumanni
- Faucon crécerelle, Falco tinnunculus
- Faucon kobez, Falco vespertinus
- Faucon de l'Amour, Falco amurensis (A)
- Faucon d'Éléonore, Falco eleonorae
- Faucon concolore, Falco concolor (A)
- Émerillon, Falco columbarius
- Faucon hobereau, Falco subbuteo
- Faucon lanier, Falco biarmicus (A)
- Faucon sacre, Falco cherrug (A)
- Faucon pèlerin, Falco peregrinus

## Orioles du monde ancien
Ordre : Passeriformes   Famille : Oriolidae
Les orioles du monde ancien sont des passereaux colorés. Ils ne sont pas apparentés aux orioles du Nouveau Monde.
- Loriot d'Europe, Oriolus oriolus

## Pies-grièches
Ordre : Passeriformes   Famille : Laniidae
Les pies-grièches sont des passereaux connus pour leur habitude de capturer d'autres oiseaux et petits animaux et d'empaler les parties non mangées de leurs corps sur des épines. Le bec typique d'une pie-grièche est crochu, comme celui d'un rapace.
- Pie-grièche écorcheur, Lanius collurio
- Pie-grièche à queue rousse, Lanius phoenicuroides (A)
- Pie-grièche isabelle, Lanius isabellinus (A)
- Pie-grièche brune, Lanius cristatus (A)
- Grande pie-grièche grise, Lanius excubitor (A)
- Pie-grièche à poitrine rose, Lanius minor
- Pie-grièche masquée, Lanius nubicus
- Pie-grièche à tête rousse, Lanius senator

## Corbeaux, geais et pies
Ordre : Passeriformes   Famille : Corvidae
La famille des Corvidae comprend les corbeaux, grand corbeaux, geais, chocards, pies, cratéropes, casse-noix, et corbeaux terrestres. Les corvidés sont de taille supérieure à la moyenne parmi les Passeriformes, et certaines des plus grandes espèces montrent des niveaux élevés d'intelligence.
- Geai des chênes, Garrulus glandarius
- Pie bavarde, Pica pica
- Choucas des tours, Corvus monedula
- Corbeau familier, Corvus splendens (A)
- Corbeau freux, Corvus frugilegus (A)
- Corneille mantelée, Corvus cornix
- Grand corbeau, Corvus corax

## Mésanges
Ordre : Passeriformes   Famille : Paridae
Les Paridae sont principalement de petites espèces forestières trapues avec des becs courts et robustes. Certaines ont des crêtes. Ce sont des oiseaux adaptables, avec un régime alimentaire mixte comprenant des graines et des insectes.
- Mésange noire, Periparus ater
- Mésange bleue, Cyanistes caeruleus (A)
- Mésange charbonnière, Parus major

## Rémiz
Ordre : Passeriformes   Famille : Remizidae
Les rémiz sont un groupe de petits passereaux apparentés aux vraies mésanges. Ce sont des insectivores.
- Rémiz penduline, Remiz pendulinus

## Alouettes
Ordre : Passeriformes   Famille : Alaudidae
Les alouettes sont de petits oiseaux terrestres avec souvent des chants extravagants et des vols de parade. La plupart des alouettes sont assez ternes. Leur nourriture est constituée d'insectes et de graines.
- Ammomane élégante, Ammomanes cinctura (A)
- Alouette de Clot-Bey, Ammomanes deserti (A)
- Alouette hausse-col, Eremophila alpestris (A)
- Alouette de Temminck, Eremophila bilopha (A)
- Alouette calandrelle, Calandrella brachydactyla
- Alouette bilophe, Melanocorypha bimaculata (A)
- Alouette calandre, Melanocorypha calandra (A)
- Alouette de Dunn, Eremalauda dunni (A)
- Alouette pispolette, Alaudala rufescens
- Alouette isabelline, Alaudala heinei (A)
- Alouette lulu, Lullula arborea
- Alouette des champs, Alauda arvensis
- Alouette de Swinhoe, Alauda gulgula (A)
- Cochevis huppé, Galerida cristata

## Mésangeai barbu
Ordre : Passeriformes   Famille : Panuridae
Cette espèce, la seule de sa famille, se trouve dans les roselières à travers l'Europe et l'Asie tempérée.
- Mésangeai barbu, Panurus biarmicus

## Cisticoles et alliés
Ordre : Passeriformes   Famille : Cisticolidae
Les Cisticolidae sont des fauvettes trouvées principalement dans les régions méridionales plus chaudes de l'Ancien Monde. Ce sont généralement de très petits oiseaux d'apparence brune ou grise trouvés dans les zones ouvertes comme les prairies ou les broussailles.
- Prinia gracile, Prinia lepida (A)
- Cisticole des joncs, Cisticola juncidis

## Fauvettes aquatiques et alliés
Ordre : Passeriformes   Famille : Acrocephalidae
Les membres de cette famille sont généralement assez grands pour des "fauvettes". La plupart sont plutôt brun olive terne au-dessus avec beaucoup de jaune à beige en dessous. Ils se trouvent généralement dans les bois ouverts, les roselières ou les hautes herbes. La famille se trouve principalement dans le sud et l'ouest de l'Eurasie et des environs, mais elle s'étend également loin dans le Pacifique, avec quelques espèces en Afrique.
- Fauvette passerinette, Iduna pallida
- Hypolaïs languida, Hippolais languida (A)
- Fauvette orphée, Hippolais olivetorum (A)
- Hypolaïs ictérine, Hippolais icterina (A)
- Fauvette aquatique, Acrocephalus paludicola (A)
- Fauvette à moustaches, Acrocephalus melanopogon
- Phragmite des joncs, Acrocephalus schoenobaenus
- Phragmite de Styrie, Acrocephalus agricola (A)
- Rousserolle des buissons, Acrocephalus dumetorum (A)
- Rousserolle verderolle, Acrocephalus palustris (A)
- Rousserolle effarvatte, Acrocephalus scirpaceus
- Rousserolle des bas-fonds, Acrocephalus griseldis (A)
- Rousserolle turdoïde, Acrocephalus arundinaceus

## Locustellidae
Ordre : Passeriformes   Famille : Locustellidae
Les Locustellidae sont une famille de petits oiseaux chanteurs insectivores trouvés principalement en Eurasie, en Afrique et dans la région australasienne. Ce sont des oiseaux de petite taille avec des queues généralement longues et pointues, et ont tendance à être brun terne ou chamois partout.
- Locustelle fluviatile, Locustella fluviatilis (A)
- Locustelle luscinioïde, Locustella luscinioides
- Locustelle tachetée, Locustella naevia (A)

## Hirondelles
Ordre : Passeriformes   Famille : Hirundinidae
La famille des Hirundinidae est adaptée à l'alimentation aérienne. Ils ont un corps élancé et profilé, des ailes longues et pointues et un bec court avec une large ouverture. Les pieds sont adaptés pour se percher plutôt que pour marcher, et les orteils avant sont partiellement joints à la base.
- Hirondelle paludicole, Riparia paludicola (A)
- Hirondelle de rivage, Riparia riparia
- Hirondelle de rochers, Ptyonoprogne rupestris
- Hirondelle rustique, Hirundo rustica
- Hirondelle rousseline, Cecropis daurica
- Hirondelle de fenêtre, Delichon urbicum

## Pouillots
Ordre : Passeriformes   Famille : Phylloscopidae
Les pouillots sont une famille de petits oiseaux insectivores trouvés principalement en Eurasie et s'étendant jusqu'à Wallacea et en Afrique. Les espèces sont de tailles diverses, souvent plumées de vert au-dessus et de jaune en dessous, ou plus sobres avec des couleurs allant du gris-vert au gris-brun.
- Pouillot siffleur, Phylloscopus sibilatrix
- Pouillot de Bonelli oriental, Phylloscopus orientalis
- Pouillot à grands sourcils, Phylloscopus inornatus (A)
- Pouillot de Hume, Phylloscopus humei (A)
- Pouillot brun, Phylloscopus fuscatus (A)
- Pouillot fitis, Phylloscopus trochilus
- Pouillot montagnard, Phylloscopus sindianus (A)
- Pouillot véloce, Phylloscopus collybita

## Fauvettes des buissons et alliés
Ordre : Passeriformes   Famille : Scotocercidae
Les membres de cette famille se trouvent dans toute l'Afrique, l'Asie et la Polynésie. Leur taxonomie est en évolution, et certaines autorités placent certains genres dans d'autres familles.
- Bouscarle de Cetti, Cettia cetti

## Fauvettes sylvidés, paridés et alliés
Ordre : Passeriformes   Famille : Sylviidae
La famille des Sylviidae est un groupe de petits passereaux insectivores. Ils se trouvent principalement comme espèces nicheuses, comme le suggère leur nom commun, en Europe, en Asie et, dans une moindre mesure, en Afrique. La plupart sont d'apparence généralement indistincte, mais beaucoup ont des chants distinctifs.
- Fauvette à tête noire, Sylvia atricapilla
- Fauvette des jardins, Sylvia borin
- Fauvette du désert, Curruca deserti (A)
- Fauvette naine, Curruca nana (A)
- Fauvette épervière, Curruca nisoria
- Fauvette babillarde, Curruca curruca
- Fauvette orphée orientale, Curruca crassirostris
- Fauvette de Chypre, Curruca melanothorax
- Fauvette de Ménétries, Curruca mystacea (A)
- Fauvette de Rüppell, Curruca ruppeli
- Fauvette passerinette orientale, Curruca cantillans
- Fauvette sarde, Curruca melanocephala
- Fauvette grisette, Curruca communis
- Fauvette à lunettes, Curruca conspicillata

## Roitelets
Ordre : Passeriformes   Famille : Regulidae
Les roitelets, également appelés crécerelles, sont un petit groupe d'oiseaux souvent inclus parmi les fauvettes du monde ancien, mais fréquemment élevés au rang de famille en raison de leur ressemblance avec les mésanges.
- Roitelet huppé, Regulus regulus
- Roitelet triple-bandeau, Regulus ignicapilla (A)

## Tichodrome
Ordre : Passeriformes   Famille : Tichodromidae
Le tichodrome est un petit oiseau, avec un plumage éblouissant de cramoisi, gris et noir, apparenté à la famille des sittelles.
- Tichodrome échelette, Tichodroma muraria

## Grimpereaux
Ordre : Passeriformes   Famille : Certhiidae
Les grimpereaux sont de petits oiseaux forestiers, bruns dessus et blancs dessous. Ils ont des becs minces et pointus courbés vers le bas, qu'ils utilisent pour extraire les insectes de l'écorce. Ils ont des plumes de queue raides, comme les pics, qu'ils utilisent pour se soutenir sur les arbres verticaux.
- Grimpereau des jardins, Certhia brachydactyla

## Troglodytes
Ordre : Passeriformes   Famille : Troglodytidae
Les troglodytes sont principalement petits et discrets, sauf pour leurs chants forts. Ces oiseaux ont des ailes courtes et des becs fins et incurvés vers le bas. Plusieurs espèces tiennent souvent leurs queues droites. Tous sont insectivores.
- Troglodyte mignon, Troglodytes troglodytes

## Cincles
Ordre : Passeriformes   Famille : Cinclidae
Les cincles sont un groupe d'oiseaux perchés dont l'habitat comprend des environnements aquatiques en Amérique, en Europe et en Asie. Ils sont nommés pour leurs mouvements de balancement ou de trempette.
- Cincle plongeur, Cinclus cinclus (Ex)

## Étourneaux
Ordre : Passeriformes   Famille : Sturnidae
Les étourneaux sont des oiseaux passereaux de petite à moyenne taille. Leur vol est fort et direct et ils sont très grégaires. Leur habitat préféré est un pays assez ouvert. Ils mangent des insectes et des fruits. Le plumage est généralement sombre avec un éclat métallique.
- Étourneau sansonnet, Sturnus vulgaris
- Étourneau roselin, Pastor roseus (A)

## Grives et alliés
Ordre : Passeriformes   Famille : Turdidae
Les grives sont un groupe de passereaux qui se trouvent principalement dans l'Ancien Monde. Ce sont des insectivores ou parfois omnivores, de petite à moyenne taille, au plumage doux et dodu, souvent nourris au sol. Beaucoup ont des chants attrayants.
- Grive draine, Turdus viscivorus
- Grive musicienne, Turdus philomelos
- Mauvis, Turdus iliacus
- Merle noir, Turdus merula
- Grive litorne, Turdus pilaris
- Merle à plastron, Turdus torquatus (A)
- Grive obscure, Turdus eunomus (A)
- Grive de Naumann, Turdus naumanni (A)

## Gobemouches du vieux monde
Ordre : Passeriformes   Famille : Muscicapidae
Les gobemouches du vieux monde sont un grand groupe de petits passereaux natifs de l'Ancien Monde. Ce sont principalement de petits insectivores arboricoles. L'apparence de ces oiseaux est très variée, mais ils ont surtout des chants faibles et des appels rauques.
- Gobemouche gris, Muscicapa striata
- Agrobate roux, Cercotrichas galactotes
- Rougegorge familier, Erithacus rubecula
- Rougegorge de l'Iran, Irania gutturalis (A)
- Rossignol progné, Luscinia luscinia (A)
- Rossignol philomèle, Luscinia megarhynchos
- Gorgebleue à miroir, Luscinia svecica
- Traquet à flancs roux, Tarsiger cyanurus (A)
- Gobemouche nain, Ficedula parva
- Gobemouche à demi-collier, Ficedula semitorquata
- Gobemouche noir, Ficedula hypoleuca
- Gobemouche à collier, Ficedula albicollis
- Rougequeue à front blanc, Phoenicurus phoenicurus
- Rougequeue noir, Phoenicurus ochruros
- Monticole de roche, Monticola saxatilis (A)
- Monticole bleu, Monticola solitarius
- Tarier des prés, Saxicola rubetra
- Tarier pâtre, Saxicola rubicola
- Tarier de Sibérie, Saxicola maurus (A)
- Tarier pie, Saxicola caprata (A)
- Traquet motteux, Oenanthe oenanthe
- Traquet du Maghreb, Oenanthe seebohmi (A)
- Traquet isabelle, Oenanthe isabellina
- Traquet à tête blanche, Oenanthe monacha (A)
- Traquet du désert, Oenanthe deserti
- Traquet oreillard occidental, Oenanthe hispanica (A)
- Traquet de Chypre, Oenanthe cypriaca
- Traquet oreillard oriental, Oenanthe melanoleuca
- Traquet pie, Oenanthe pleschanka (A)
- Traquet à queue blanche, Oenanthe leucopyga (A)
- Traquet de Finsch, Oenanthe finschii (A)
- Traquet kurde, Oenanthe xanthoprymna (A)

## Jaseurs
Ordre : Passeriformes   Famille : Bombycillidae
Les jaseurs sont un groupe d'oiseaux au plumage doux et soyeux avec des extrémités rouges uniques à certaines des plumes des ailes. Chez le jaseur boréal et le jaseur d'Amérique, ces extrémités ressemblent à de la cire à cacheter et donnent son nom au groupe. Ce sont des oiseaux arboricoles des forêts du nord. Ils vivent d'insectes en été et de baies en hiver.
- Jaseur boréal, Bombycilla garrulus (A)

## Hypocolius
Ordre : Passeriformes   Famille : Hypocoliidae
L'hypocolius gris est un petit oiseau du Moyen-Orient avec la forme et le plumage doux d'un jaseur. Ils sont principalement d'une couleur grise uniforme, sauf que les mâles ont un masque triangulaire noir autour de leurs yeux.
- Hypocolius gris, Hypocolius ampelinus (A)

## Accenteurs
Ordre : Passeriformes   Famille : Prunellidae
Les accenteurs sont la seule famille d'oiseaux, les Prunellidae, qui soit complètement endémique au Paléarctique. Ce sont de petites espèces assez ternes, ressemblant superficiellement aux moineaux.
- Accenteur mouchet, Prunella modularis

## Moineaux du vieux monde
Ordre : Passeriformes   Famille : Passeridae
Les moineaux du vieux monde sont de petits passereaux. En général, les moineaux ont tendance à être de petits oiseaux dodus, bruns ou gris, avec des queues courtes et des becs puissants et courts. Les moineaux sont des mangeurs de graines, mais ils consomment aussi de petits insectes.
- Moineau domestique, Passer domesticus
- Moineau espagnol, Passer hispaniolensis
- Moineau de la mer Morte, Passer moabiticus (A)
- Moineau friquet, Passer montanus (A)
- Moineau soulcie, Petronia petronia (A)
- Roselin à ailes blanches, Carpospiza brachydactyla (A)
- Niverolle alpine, Montifringilla nivalis (A)

## Bergeronnettes et pipits
Ordre : Passeriformes   Famille : Motacillidae
Motacillidae est une famille de petits passereaux avec des queues de longueur moyenne à longue. Ils comprennent les bergeronnettes, les longgriffs et les pipits. Ce sont des insectivores élancés, se nourrissant au sol, des zones ouvertes.
- Bergeronnette des ruisseaux, Motacilla cinerea
- Bergeronnette printanière, Motacilla flava
- Bergeronnette de l'Est, Motacilla tschutschensis (A)
- Bergeronnette citrine, Motacilla citreola
- Bergeronnette grise, Motacilla alba
- Pipit de Richard, Anthus richardi (A)
- Pipit de Blyth, Anthus similis (A)
- Pipit de Godlewski, Anthus godlewskii (A)
- Pipit rousseline, Anthus campestris
- Pipit farlouse, Anthus pratensis
- Pipit des arbres, Anthus trivialis
- Pipit à dos olive, Anthus hodgsoni (A)
- Pipit à gorge rousse, Anthus cervinus
- Pipit spioncelle, Anthus spinoletta (A)
- Pipit d'Amérique, Anthus rubescens (A)

## Pinsons, euphonias et alliés
Ordre : Passeriformes   Famille : Fringillidae
Les pinsons sont des passereaux granivores, de petite à moyenne taille, au bec fort, généralement conique et chez certaines espèces très large. Tous ont douze plumes caudales et neuf rémiges primaires. Ces oiseaux ont un vol ondulant avec des alternances de battements et de glissements sur des ailes fermées, et la plupart chantent bien.
- Pinson des arbres, Fringilla coelebs
- Pinson du Nord, Fringilla montifringilla (A)
- Gros-bec casse-noyaux, Coccothraustes coccothraustes
- Roselin cramoisi, Carpodacus erythrinus (A)
- Bouvreuil pivoine, Pyrrhula pyrrhula (A)
- Roselin à ailes roses, Rhodopechys sanguineus (A)
- Roselin githagine, Bucanetes githagineus (A)
- Roselin à gros bec, Rhodospiza obsoleta (A)
- Verdier d'Europe, Chloris chloris
- Linotte mélodieuse, Linaria cannabina
- Sizerin flammé, Acanthis flammea (A)
- Bec-croisé des sapins, Loxia curvirostra
- Chardonneret élégant, Carduelis carduelis
- Serin cini, Serinus serinus
- Serin à front rouge, Serinus pusillus (A)
- Tarin des aulnes, Spinus spinus

## Bruants du vieux monde
Ordre : Passeriformes   Famille : Emberizidae
Les emberizidés sont une grande famille de passereaux. Ce sont des oiseaux granivores avec des becs distinctifs. De nombreuses espèces d'emberizidés ont des motifs de tête distinctifs.
- Bruant mélanocéphale, Emberiza melanocephala
- Bruant proyer, Emberiza calandra
- Bruant fou, Emberiza cia (A)
- Bruant jaune, Emberiza citrinella (A)
- Bruant auréole, Emberiza aureola (A)
- Bruant nain, Emberiza pusilla (A)
- Bruant rustique, Emberiza rustica (A)